# Gertrud Grunow
Gertrud Grunow (Berlin, 1870. július 8. – Leverkusen, 1944. június 11.) német opera-énekesnő, zongoraművész, zenepedagógus. A weimari Bauhausban harmonizálástant tanított.

## Életrajza
1870-ben született Berlinben. Hans von Bülownál, Philipp Scharwenkánál és Giovanni Battista Lampertinél tanult. Már 1914 előtt foglalkozott a hangzás, a szín és a mozgás alapvető összefüggéseivel.
Első előadásait 1919-ben Berlinben tartotta. 1919–1923 között harmonizálástant oktatott a weimari Bauhaus művészeti főiskolán. 1926-tól 1934-ig Hamburgban tanított. A következő években hónapokig dolgozott Angliában és Svájcban.
A világháború kitörése után visszatért Németországba. 1944-ben Leverkusenben halt meg.